# Danascelis
Danascelis elongata es una especie de coleóptero de la familia Endomychidae.

## Distribución geográfica
Habita en Pakistán.